# Chipewyan (Sprache)
Chipewyan (Chipewyan: Dënesųłiné) ist die von den Chipewyan in Nordwestkanada gesprochene Sprache. Sie ist eine der elf offiziellen Sprachen in den Nordwest-Territorien und wird dort in Lateinschrift geschrieben.
Nach den Erhebungen von SIL International gibt es nur noch sehr wenige Menschen, die diese Sprache lesen oder schreiben. In den abgelegenen Dörfern wird die Sprache jedoch zur alltäglichen Kommunikation noch häufig verwendet, selbst Kinder sprechen sie dort oftmals fließender als Englisch. Nach SIL gilt die Sprache als gefährdet (6b, threatened).